# Acinodendron coriaceum
Acinodendron coriaceum là một loài thực vật có hoa trong họ Mua. Loài này được (Sw.) Kuntze mô tả khoa học đầu tiên năm 1891.